# Цекконе
Цекконе (італ. Zeccone) — муніципалітет в Італії, у регіоні Ломбардія,  провінція Павія.
Цекконе розташоване на відстані близько 460 км на північний захід від Рима, 22 км на південь від Мілана, 11 км на північний схід від Павії.
Населення — 1747 осіб (2014).
Щорічний фестиваль відбувається 16 серпня. Покровитель — святий Рох.

## Демографія
Населення за роками:

Станом на 1 січня 2023 року в муніципалітеті офіційно проживало 70 іноземців з 16 країн, серед них 31 громадянин країн Євросоюзу та 11 громадян України.

## Сусідні муніципалітети
- Борнаско
- Джуссаго
- Сан-Дженезіо-ед-Уніті